# Odetta
Odetta, pseudonimo di Odetta Holmes (Birmingham, 31 dicembre 1930 – New York, 2 dicembre 2008), è stata una cantante e chitarrista statunitense, nota anche per il suo impegno nella difesa dei diritti civili delle persone di colore.

## Biografia
Fin dall'infanzia le era stato riconosciuto un talento vocale fuori dal comune. Perso il padre all'età di sette anni, Odetta si trasferì con la madre a Los Angeles dove trascorse l'adolescenza e prese lezioni di canto a partire dall'età di tredici anni. La carriera musicale di Odetta si deve a un mecenate, Harry Burnett, che si propose di continuare a pagare le sue lezioni quando sua madre non ne ebbe più i mezzi.
Dopo aver lavorato come corista in un teatro di musical di Los Angeles e aver fatto parte di una compagnia per una produzione itinerante di Finian's Rainbow, cominciò a concentrarsi sulla musica folk e ad esibirsi in alcuni club di San Francisco, dove conobbe Larry Mohr. Con lui incise il suo primo disco, The Tin Angel. Successivamente si trasferì a New York, dove entrò in contatto con la comunità locale di artisti e intellettuali e si procurò una scrittura presso il Blue Angel Folk, celebre club tra i più frequentati dell'epoca. Qui fu notata da Pete Seeger, uno dei personaggi più influenti della scena folk, e successivamente da Harry Belafonte. Quest'ultimo la tenne a battesimo nel 1959 nel suo debutto televisivo, ospitandola nel programma Tonight with Belafonte.
Il suo repertorio è consistito principalmente di canzoni della tradizione americana come The House of the Rising Sun o Bald Headed Woman, classici del blues come Nobody Knows You when You're Down and Out, standard di jazz e spirituals.
Nel 1963 fece scalpore la sua partecipazione alla marcia su Washington del Movimento per i diritti civili, durante la quale intonò la celebre O Freedom. Da allora la cantante si è sempre considerata come facente parte di "un esercito molto numeroso".
È stata un'importante figura nel revival della musica folk americana degli anni cinquanta e sessanta ed ha rappresentato un'influenza formativa in artisti come Bob Dylan, Joan Baez, e Janis Joplin.
Il suo album del 1999 Blues Everywhere I Go ottenne una nomination ai Grammy Award.

## Esibizioni in Italia
Il 28 novembre 1985 si esibì in un memorabile concerto organizzato dal Circolo culturale Caligola al Teatro Toniolo di Mestre. Il 4, 6, 8 e 10 settembre 1990 si è esibita in tour con Nina Simone e Miriam Makeba, rispettivamente a Paternò, Salerno, Cagliari e Bologna. Il 29 novembre 2005, all'interno di un minitour, si esibisce al "Blues House" di Milano. Il 14 giugno 2008 si è esibita allo Sferisterio di Macerata durante "Musicultura" nell'unica data in Europa. Alla fine degli anni settanta si era esibita al Teatro Lirico di Milano.

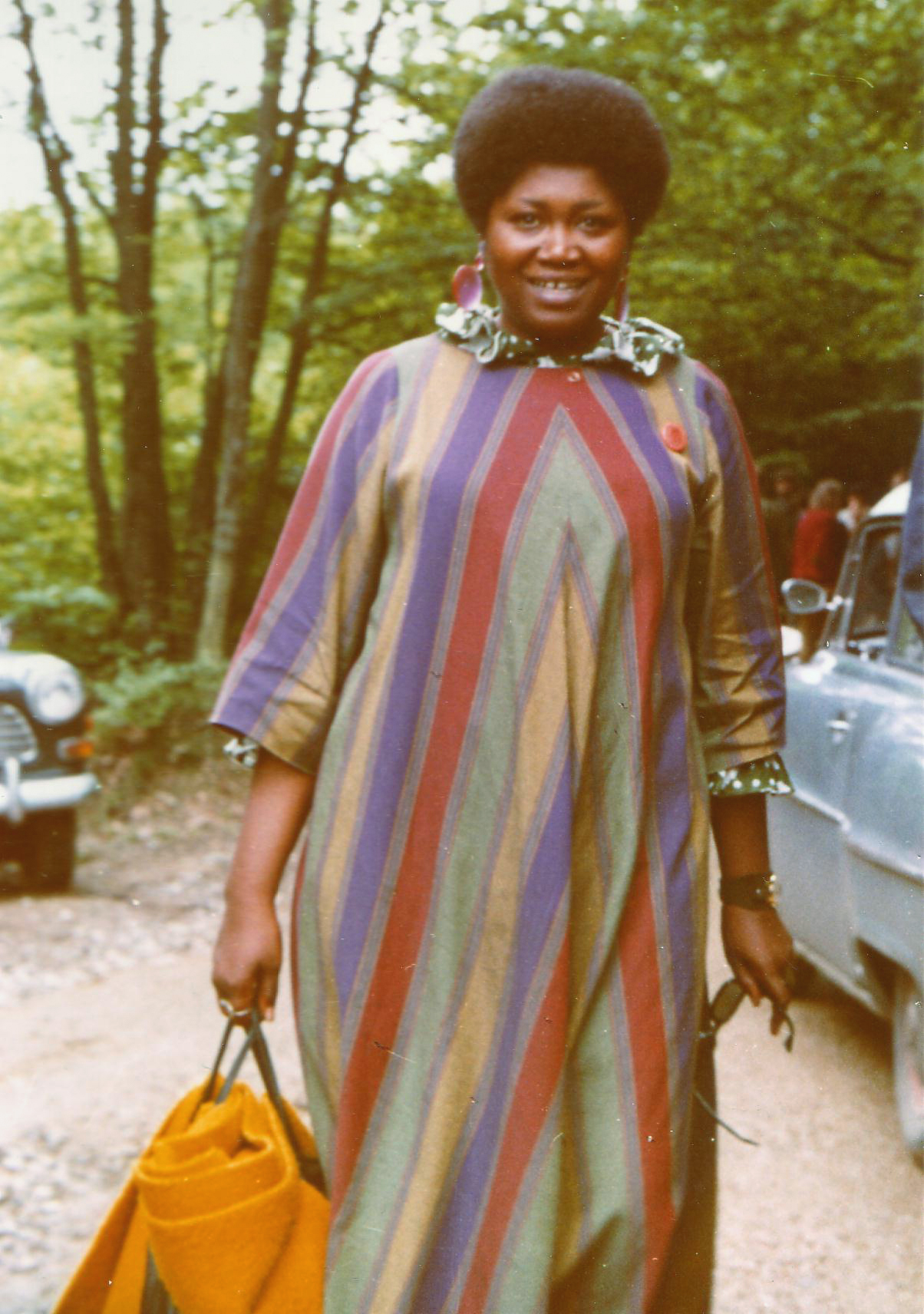
Odetta al Burg Waldeck-Festival 1968, Germania

## Discografia

### Album studio
- 1954 The Tin Angel (con Larry Mohr)
- 1956 Odetta Sings Ballads and Blues  Tradition TLP1010
- 1957 At the Gate of Horn  Tradition TLP1025
- 1959 My Eyes Have Seen  Vanguard VSD2046
- 1960 Ballad For Americans and Other American Ballads  Vanguard VSD2057
- 1960 Christmas Spirituals  Vanguard VSD2079
- 1962 Odetta and The Blues  Riverside RLP9417
- 1962 Sometimes I Feel Like Cryin'  RCA LSP2573
- 1963 One Grain of Sand  Vanguard VSD2153
- 1963 Odetta and Larry  Fantasy FS3252
- 1963 Odetta Sings Folk Songs  RCA LSP2643
- 1964 It's a Mighty World  RCA LSP2792
- 1964 Odetta Sings of Many Things  RCA LSP2923
- 1965 Odetta Sings Dylan  RCA LSP3324
- 1967 Odetta  FTS3014
- 1970 Odetta Sings
- 1987 Movin' It On  RQ101
- 1988 Christmas Spirituals (new recording)  ALC104
- 1999 Blues Everywhere I Go **  MC0038
- 2001 Looking For a Home

### Live
- 1960 Odetta at Carnegie Hall Vanguard VSD2072
- 1962 Town Hall Vanguard VSD2109
- 1966 Odetta in Japan  RCA LSP3457
- 1973 The Essential Odetta selezione dagli album Carnegie Hall & Town Hall
- 1976 Odetta at the Best of Harlem'
- 1998 To Ella ripubblicato come Odetta & American Folk Pioneer
- 2002 Women in (E)motion
- 2005 Gonna Let It Shine **